# Island Records
La Island Records è una casa discografica fondata nel 1959 da Chris Blackwell in Giamaica. Fu la casa discografica che lanciò il reggae a livello internazionale e divenne presto famosa per il successo di Bob Marley, che la rese l'etichetta di riferimento per tale musica.

## Storia
Quando l'azienda fu fondata, la Giamaica faceva parte della Federazione delle Indie Occidentali britanniche. 
Blackwell, erede della famiglia che aveva dato vita alla Crosse & Blackwell, ditta di prodotti alimentari celebre nel Regno Unito, era nato in Giamaica e, appassionato della musica che stava emergendo dalle aree più povere di Kingston, decise di fondare la propria casa discografica investendo 100 sterline dell'epoca con l'intenzione di dare più visibilità a questa musica. Il nome Island Records derivava dal romanzo Island in the Sun di Alec Waugh, da cui nel 1957 era stato tratto anche un film. Il primo successo fu il 45 giri Little Sheila/Boogie in my Bones di Laurel Aitken che nel 1959 rimase per ben 11 settimane nella classifica giamaicana delle vendite. 
Quando nel 1962 il Paese guadagnò l'indipendenza, Blackwell spostò la Island nel Regno Unito, dove nel corso degli anni avrebbe mantenuto la sede più importante. Aprendo un mutuo di 5000 dollari, il giovane imprenditore stipulò un contratto con una ventina di negozi di dischi giamaicani, ai quali forniva periodicamente le nuove uscite distribuendole "porta a porta" direttamente dal bagagliaio della sua mini.
Blackwell accrebbe la sua reputazione quando nel 1964 riuscì a portare al successo in molti paesi occidentali la giovanissima cantante giamaicana Millie Small con My Boy Lollipop. Rendendosi conto di non avere ancora la potenza di una major, Blackwell fece pubblicare il disco con l'etichetta Fontana, assicurandosi così la distribuzione più capillare possibile e la consacrazione internazionale del genere ska, fino a quel momento confinato nelle zone degradate di Kingston. 
Nel 1965, sulla scia del successo dei Beatles e dei Rolling Stones, Blackwell decise di mettere sotto contratto il primo gruppo "bianco", lo Spencer Davis Group: ancora sotto etichetta Fontana, nel giro di due anni furono pubblicati diversi singoli che scalarono le classifiche, da Keep on Running a Somebody Help Me, da Gimme Some Lovin' a I'm A Man, gli ultimi due scritti dall'appena sedicenne Steve Winwood, al tempo voce solista della band.
Dopo le sperimentazioni sonore dei Beatles nei celebri album Revolver e Sgt. Pepper's Lonely Hearts Club Band, aveva cominciato a farsi strada l'idea di contaminare la musica pop con le più svariate influenze: jazz, blues, musica classica, folk. Chris Blackwell fu uno dei primi ad intuire il potenziale commerciale di questa nuova tendenza, che poi fu chiamata progressive rock, e ad aprire la propria etichetta discografica ai gruppi che proponevano questa musica, dando loro  credibilità come già aveva fatto per i gruppi giamaicani. Dal 1967 in poi, la Island cambiò così identità artistica, mettendo sotto contratto gruppi come i V.I.P.'s (che subito dopo si ribattezzarono Art), i Chords Five o i Freaks of Nature. Pur producendo brani interessanti, questi gruppi ebbero uno scarso successo. La svolta commerciale arrivò tuttavia dopo pochi mesi con i Traffic, nuovo gruppo fondato da Steve Winwood che, con i primi singoli e con l'album Mr. Fantasy pubblicato nel dicembre 1967, riuscì a sdoganare la nuova dimensione della Island Records.
Dal 1968 in poi, anche grazie a un accordo con la Chrysalis Records, la Island pubblicò le incisioni di nuove band quali Jethro Tull, King Crimson, Blodwyn Pig, Fairport Convention, Emerson, Lake & Palmer e, sulla sua scia, alcune majors promossero etichette "alternative" cercando di emularne il successo: Vertigo (per la Philips), Harvest (per la EMI), Deram (per la Decca). Da allora la Island cambiò grafica per ben due volte, dapprima presentando un logo con una "i" minuscola su campo rosa, poi con una palma stilizzata. 
Dall'inizio degli anni '70, la Island Records fu distribuita in Italia da Ricordi. Esaurita la fortunata stagione del progressive e scaduto l'accordo con la Chrysalis, continuò a rendere popolare la musica etnica con Bob Marley e a scritturare talenti come gli U2 e Robert Palmer. 
Nel 1990 fu acquistata dalla PolyGram, a sua volta assorbita nel 1998 dalla Universal Music Group. Negli anni novanta annoverava tra gli artisti prodotti anche The Cranberries, Melissa Etheridge e PJ Harvey.
Quando nel 1999 l'etichetta divenne la capofila di altre etichette, si aggiunsero al suo parco artisti altre celebrità quali Bon Jovi, Lionel Richie e i Def Leppard.
Attualmente, l'etichetta è di proprietà della major Universal Music Group e negli USA ha operato come una divisione della Island Def Jam Music Group sino al 2014, anno in cui il gruppo è stato chiuso e le sue sussidiarie Island, Def Jam e Motown sono diventate dipendenti direttamente dalla Universal.

### Basing Street Studios
Grande prestigio ottennero gli Island Studios, poi rinominati Basing Street Studios, fondati da Blackwell nel 1969 in una chiesa sconsacrata di Notting Hill, a Londra, che era diventata un magazzino per le statue obsolete di Madame Tussauds. Tra i maggiori musicisti della Island che incisero negli studi vi furono gli Iron Maiden, Bob Marley, Steve Winwood, i Free, i Bad Company, Robert Palmer, Jimmy Cliff, Nick Drake, i Fairport Convention, Amy Winehouse, John Martyn, i Mott the Hoople, i Roxy Music, Brian Eno, gli Sparks, Cat Stevens, gli Spooky Tooth, i Traffic e i Jethro Tull.
Molti furono anche gli artisti che incisero negli studi e non avevano un contratto con la Island, tra i quali i Clash, gli Eagles, i Dire Straits, gli Emerson, Lake & Palmer, The Rolling Stones, i Genesis, gli Yes, i Led Zeppelin e Joan Armatrading.
Nel 1982 gli studi furono venduti da Blackwell a una società facente capo al musicista Trevor Horn e furono incorporati nella rete di studi discografici della SARM Studios. Nel corso degli anni, gli studi sono stati poi ridimensionati dai nuovi proprietari ma hanno continuato ad ospitare incisioni di artisti di fama internazionale.